# Мысовская (Томская область)
Мысовска́я (тат. Орцок аул) — упразднённая деревня в Кривошеинском районе Томской области. Ныне полевой стан на территории современного Красноярского сельского поселения.

## География
Располагалась на реке Обь.

## Население
Тюркизированное население юрт относится к томским карагасам, этнической группе, близкой по культуре к южным селькупам и имеющей с ними общую идентичность "остяки". Существуют свидетельства сохранения особого южносамодийского языка у томских карагасов вплоть до середины XX в.
По переписи 1897 года основным населением были тюрки, здесь проживало 73 человека, из них 64 тюрок и 8 русских.

## История
Первые упоминания относятся к XVII веку.
В 1740 году немецкий историк Г. Ф. Миллер писал о деревне в «Путешествии по воде вниз по Томи и Оби от Томска до Нарыма. 1740 год» следующее:
Патраковы юрты, по-татарски Орцок-аул, на восточном берегу, немного ниже предыдущего села. Имеет 4 татарских жилища Соргулиной волости.

По переписи 1897 года входила в состав Соргулинской волости. Тюрки этой волости причисляли себя к роду Эушта-Аймак.

## Транспорт
Аул был доступен по реке и по просёлочной дороге из села Красный Яр.